# Adalbert Kaubek
Adalbert Kaubek (7 aprile 1926 – 31 dicembre 2011) è stato un calciatore austriaco, di ruolo centrocampista.

## Carriera

### Nazionale
Giocò due volte con la Nazionale. Entrambi i match furono disputati a Vienna e contro l'Ungheria: il 24 aprile 1955 (2-2) e il 14 ottobre 1956 (0-2).

## Palmarès

### Club

#### Competizioni nazionali
- Campionato austriaco: 1

Rapid Vienna: 1947-1948